# Kašlu na to
Kašlu na to je přibližně sedmiminutový snímek natočený skupinou filmařů Little Cube. Snímek byl v soutěži 48 Hour Film Project oceněn cenou pro nejlepší dílo. Režisérem byl Jan Kolář (Jan Van Gagner), v hlavní roli  Alfred Texel.
Snímek musel obsahovat postavu futuristy Jana Orákuly, bramboru a větu „Probuď v sobě Fénixe“. Snímek v březnu 2014 soutěžil na festivalu v New Orleans, kde se utkal s dalšími 120 krátkými filmy z celého světa.

## Děj
Hlavní hrdina se rozhodne spáchat sebevraždu, protože ho podvádí přítelkyně, nerozumí si s rodiči a štve ho zaměstnání. Omylem ale zastřelí jednoho ze svých přátel.